# Sainte-Suzanne (kommun)
Sainte-Suzanne är en kommun i Haiti.   Den ligger i departementet Nord-Est, i den nordöstra delen av landet, 110 km norr om huvudstaden Port-au-Prince.